# راه‌آهن کرواسی
راه‌آهن کرواسی (کرواتی: Hrvatske željeznice) شرکت دولتی ترابری ریلی کروات است، که در سال ۱۹۹۱ تأسیس شد.